# بني هب (حجة)

تعديل مصدري - تعديل

بني هب هي إحدى قرى عزلة بني علي بمديرية حجة التابعة لمحافظة حجة، بلغ تعداد سكانها 183 نسمة حسب تعداد اليمن لعام 2004.